# Campeonato Juvenil Africano de 1993
El Campeonato Juvenil Africano de 1993 se jugó en Mauricio del 30 de enero al 10 de febrero y contó con la participación de 8 selecciones juveniles de África que disputaron una fase eliminatoria.
Ghana venció en la final a Camerún para ganar el título de campeón por primera vez.

## Eliminatoria

### Preliminary Round
Gambia withdrew and therefore Senegal received a bye
| Equipo 1 | Agr.   | Equipo 2   | Ida | Vuelta |
| -------- | ------ | ---------- | --- | ------ |
| Gambia   | w.o.   | Senegal    | -   | -      |
| Kenia    | 0–4    | Uganda     | 0–2 | 0–2    |
| Malí     | 8–2    | Mauritania | 6–1 | 2–1    |
| Togo     | (a)1–1 | Níger      | 0–0 | 1–1    |

### Primera ronda
| Equipo 1 | Agr. | Equipo 2  | Ida | Vuelta |
| -------- | ---- | --------- | --- | ------ |
| Etiopía  | 3–1  | Togo      | 3–1 | 0–0    |
| Argelia  | 1–4  | Marruecos | 1–2 | 0–2    |
| Ghana    | 3–0  | Malí      | 2–0 | 1–0    |
| Nigeria  | dq   | Congo     | 0–1 | -      |
| Túnez    | 3–5  | Senegal   | 2–2 | 1–3    |
| Camerún  | 3–1  | Uganda    | 1–0 | 2–1    |
| Egipto   | 4–2  | Zimbabue  | 3–1 | 1–1    |

## Clasificados
| - Camerún - Egipto - Etiopía - Ghana | - Mauricio (anfitrión) - Marruecos - Nigeria - Senegal |

## Fase de grupos

### Grupo A
| País     | J | G | E | P | GF | GC | GD | Pts |
| -------- | - | - | - | - | -- | -- | -- | --- |
| Camerún  | 3 | 2 | 0 | 1 | 4  | 2  | +2 | 4   |
| Ghana    | 3 | 2 | 0 | 1 | 2  | 2  | 0  | 4   |
| Nigeria  | 3 | 1 | 0 | 2 | 2  | 2  | 0  | 2   |
| Mauricio | 3 | 1 | 0 | 2 | 2  | 4  | –2 | 2   |

| 30 de enero  | Ghana    | 1–0 | Mauricio |
|              | Camerún  | 1–0 | Nigeria  |
| 1 de febrero | Nigeria  | 2–0 | Mauricio |
|              | Camerún  | 2–0 | Ghana    |
| 3 de febrero | Mauricio | 2–1 | Camerún  |
|              | Ghana    | 1–0 | Nigeria  |

### Grupo B
| País      | J | G | E | P | GF | GC | GD | Pts |
| --------- | - | - | - | - | -- | -- | -- | --- |
| Egipto    | 3 | 2 | 1 | 0 | 5  | 1  | +4 | 5   |
| Etiopía   | 3 | 2 | 0 | 1 | 5  | 3  | +2 | 4   |
| Marruecos | 3 | 1 | 0 | 2 | 4  | 6  | –2 | 2   |
| Senegal   | 3 | 0 | 1 | 2 | 1  | 5  | –4 | 1   |

| 31 de enero  | Senegal   | 0–0 | Egipto    |
|              | Etiopía   | 2–1 | Marruecos |
| 2 de febrero | Egipto    | 4–1 | Marruecos |
|              | Etiopía   | 3–1 | Senegal   |
| 4 de febrero | Egipto    | 1–0 | Etiopía   |
|              | Marruecos | 2–0 | Senegal   |

## Fase final

### Semifinales
| Equipo 1 | Resultado | Equipo 2 |
| -------- | --------- | -------- |
| Camerún  | 5-0       | Etiopía  |
| Egipto   | 1-3       | Ghana    |

### Tercer lugar
| Equipo 1 | Resultado | Equipo 2 |
| -------- | --------- | -------- |
| Etiopía  | 0-3       | Egipto   |

### Final
| Equipo 1 | Resultado | Equipo 2 |
| -------- | --------- | -------- |
| Camerún  | 0-2       | Ghana    |

## Campeón
| Campeonato Juvenil Africano 1993 |
| -------------------------------- |
| Bandera de Ghana                 |
| Ghana 1º Título                  |

## Clasificados al Mundial Sub-20
| - Ghana | - Camerún |